# یاخیموو
یاخیموو (به چکی: Jáchymov) یک منطقهٔ مسکونی در جمهوری چک است که در ناحیه کارلووی واری واقع شده‌است. یاخیموو ۳٬۴۸۱ نفر جمعیت دارد.